# Richard Hanifen
Richard Charles Patrick Hanifen (ur. 15 czerwca 1931 w Denver, Kolorado) – amerykański duchowny katolicki, biskup Colorado Springs w latach 1983-2003.

## Życiorys
Święcenia kapłańskie otrzymał 6 czerwca 1959 z rąk ówczesnego arcybiskupa metropolity Denver Urbana Vehra i inkardynowany został do rodzinnej archidiecezji Denver. W roku 1968 uzyskał licencjat z prawa kanonicznego na Uniwersytecie Laterańskim w Rzymie. W latach 1969–1976 kanclerz archidiecezji Denver.
6 lipca 1974 papież Paweł VI mianował go biskupem pomocniczym Denver ze stolicą tytularną Abercornia.  Sakry udzielił mu jego ówczesny zwierzchnik abp James Vincent Casey. Był wikariuszem biskupim dla południowych terenów archidiecezji.
10 listopada 1973 został pierwszym ordynariuszem nowo utworzonej diecezji z siedzibą w Colorado Springs. Z funkcji tej zrezygnował 30 stycznia 2003, a jego obowiązki przejął dotychczasowy koadiutor.